# Patinação de velocidade em pista curta nos Jogos Olímpicos de Inverno de 2006 - Revezamento 5000 m masculino
A competição de revezamento 5000 m masculino da patinação de velocidade em pista curta nos Jogos Olímpicos de Inverno de 2006 aconteceu no dia 25 de fevereiro. 

## Medalhistas
|  | KOR Coreia do Sul                                          |  | CAN Canadá                                                                              |  | USA Estados Unidos                                      |
|  | Lee Ho-suk Ahn Hyun-soo Seo Ho-jin Song Suk-woo Oh Se-jong |  | François-Louis Tremblay Eric Bédard Charles Hamelin Mathieu Turcotte Jonathan Guilmette |  | Apolo Anton Ohno Rusty Smith Alex Izykowski J. P. Kepka |

## Resultados

### Semifinais

#### Semifinal 1
| # | País              | Tempo    | Patinadores  | Patinadores        | Patinadores     | Patinadores             |
| - | ----------------- | -------- | ------------ | ------------------ | --------------- | ----------------------- |
| 1 | CAN Canadá        | 6:57.004 | Eric Bedard  | Jonathan Guilmette | Charles Hamelin | Francois-Louis Tremblay |
| 2 | KOR Coreia do Sul | 7:01.783 | Hyun-Soo Ahn | Ho-Suk Lee         | Se-Jong Oh      | Ho-Jin Seo              |
| 3 | GER Alemanha      | 7:02.367 | Thomas Bauer | Tyson Heung        | Arian Nachbar   | Sebastian Praus         |
| 4 | AUS Austrália     | 7:03.356 | Lachlan Hay  | Stephen Lee        | Mark McNee      | Elliot Shriane          |

#### Semifinal 2
| # | País               | Tempo    | Patinadores     | Patinadores       | Patinadores         | Patinadores     |
| - | ------------------ | -------- | --------------- | ----------------- | ------------------- | --------------- |
| 1 | USA Estados Unidos | 6:55.082 | Alex Izykowski  | J.P.Kepka         | Apolo Anton Ohno    | Rusty Smith     |
| 2 | CHN China          | 6:55.476 | Haonan Li       | Jia Jun Li        | Ye Li               | Baoku Sui       |
| 3 | ITA Itália         | 7:07.358 | Fabio Carta     | Yuri Confortola   | Nicola Franceschina | Nicola Rodigari |
| 4 | JPN Japão          | DQ       | Yoshiharu Arino | Takahiro Fujomoto | Takafumi Nishitani  | Satoru Terao    |

### Final A
| # | País               | Tempo    | Patinadores    | Patinadores     | Patinadores             | Patinadores      |
| - | ------------------ | -------- | -------------- | --------------- | ----------------------- | ---------------- |
|   | KOR Coreia do Sul  | 6:43.376 | Yun-Soo Ahn    | Ho-Suk Lee      | Ho-Jin Seo              | Suk-Woo Song     |
|   | CAN Canadá         | 6:43.707 | Eric Bedard    | Charles Hamelin | Francois-Louis Tremblay | Mathieu Turcotte |
|   | USA Estados Unidos | 6:47.990 | Alex Izykowski | J.P. Kepka      | Apolo Anton Ohno        | Rusty Smith      |
| 4 | ITA Itália         | 6:48.597 | Fabio Carta    | Yuri Confortola | Nicola Franceschina     | Nicola Rodigari  |
| 5 | CHN China          | 6:53.989 | Haonan Li      | Jia Jun Li      | Ye Li                   | Baoku Sui        |

### Final B
| # | País         | Tempo    | Patinadores  | Patinadores   | Patinadores   | Patinadores     |
| - | ------------ | -------- | ------------ | ------------- | ------------- | --------------- |
| 6 | GER Alemanha | 7:01.666 | Lachlan Hay  | Stephen Lee   | Mark McNee    | Elliot Shriane  |
| 7 | JPN Japão    | 7:13.338 | Thomas Bauer | Andre Hartwig | Arian Nachbar | Sebastian Praus |

Legenda
| Recorde mundial      | Recorde mundial (World record)               |                       | Recorde africano                      | Recorde africano (African) |                                           | Q | Classificado por posição (Qualified) |
| Recorde olímpico     | Recorde olímpico (Olympic record)            | Recorde da América    | Recorde da América (Americas)         | q                          | Classificado por melhor tempo (Qualified) |   |                                      |
| Melhor marca do ano  | Melhor marca do ano (World leading)          | Recorde asiático      | Recorde asiático (Asian)              | DNS                        | Não largou (Did not start)                |   |                                      |
| Recorde nacional     | Recorde nacional (National record)           | Recorde europeu       | Recorde europeu (European)            | DNF                        | Não terminou (Did not finish)             |   |                                      |
| Recorde pessoal      | Recorde pessoal do atleta (Personal best)    | Recorde da Oceania    | Recorde da Oceania (Oceania)          | DSQ / DQ                   | Desclassificado (Disqualified)            |   |                                      |
| Recorde da temporada | Recorde da temporada do atleta (Season best) | Recorde sul-americano | Recorde sul-americano (South America) | NM                         | Sem marca (No mark)                       |   |                                      |